# Guillaume de Court
Guillaume de Court (zm. 12 czerwca 1361) − francuski kardynał.

## Życiorys
W młodości wstąpił do zakonu cystersów i studiował teologię na uniwersytecie paryskim, uzyskując tytuł najpierw doktora, a potem magistra. Został opatem rodzimego klasztoru w Boulbonne, a następnie biskupem Nîmes (3 kwietnia 1337 − 3 grudnia 1337) i Albi (3 grudnia 1337 − 18 grudnia 1338). Na konsystorzu 18 grudnia 1338 w Awinionie Benedykt XII mianował go kardynałem prezbiterem kościoła Santi Quatro Coronati. W latach 1340–1346 uczestniczył w procesie Nicolasa d'Autrecourt. Uczestniczył w konklawe 1342. Nowy papież Klemens VI wysłał go jako legata do Lombardii, gdzie przebywał od października 1342 do października 1343. 31 maja 1348 wybrano go na stanowisko kamerlinga Św. Kolegium Kardynałów. W czerwcu 1349 został kardynałem protoprezbiterem, co uprawniło go do objęcia pierwszej wakującej diecezji suburbikarnej. 18 grudnia 1350 awansował do rangi kardynała biskupa Tusculum. Brał udział w konklawe 1352. Zmarł w wyniku epidemii dżumy w Awinionie.